# Splachnum austriacum
Splachnum austriacum är en bladmossart som beskrevs av Bridel 1801. Splachnum austriacum ingår i släktet parasollmossor, och familjen Splachnaceae. Inga underarter finns listade i Catalogue of Life.